# Kit (materijal)
Kit (njem. Kitt od srednjonjem. küt/e/ < staronjem. kuti: smola iz drva) je plastičan materijal koji sadrži uglavnom punilo i vezivo te služi kao masa za izravnavanje površina, ispunjavanje pukotina i oštećenih mjesta, brtvljenje i spajanje (staklarski sit, stolarski kit, kit za automobilske karoserije, za kamen). Kitovi se, ovisno o sastavu, razlikuju po svojstvima; neki nakon nanošenja na podlogu zadržavaju plastičnost (silikonski kit), no većina otvrdnjava polimerizacijom ili oksidacijom veziva. Kao punila služe staklo vrlo usitnjeno mljevenjem, kremen, kreda, milovka (talk), drvo, guma i slično, a veziva su ponajprije silikonske, epoksidne, fenolne i druge umjetne smole, zatim sintetski kaučuk, bitumen, sušiva ulja, glicerol. Poznati staklarski ili prozorski kit, kojim se staklo povezuje s drvenim okvirom, sastoji od smjese krede i firnisa.
Uobičajeno je da se kitovi nazivaju ili po nekome sastojku ili po namjeni:
- sadreni kit (gips-kit);
- kit na osnovi vodenog stakla;
- kit na osnovi sintetičkih smola kao na primjer silikonski kit;
- kit na osnovi metalnih oksida;
- kit na osnovi lanenog ulja;
- staklarski kit;
- kit za porculane;
- kit za metale;
- građevinski kit;
- stolarski kit i drugi.

## Kitanje ili spajanje kitom
Kitanje ili spajanje kitom je postupak povezivanja dijelova s pomoću vezivnog materijala kita. Spojevi se postižu silama adhezije između sloja kita i površina spojnih dijelova (kohezija). Kit je pri nanošenju gnjecav (tjestast), a kada se skrutne (očvrsne), nastaju privlačne ili adhezijske sile koje povezuju dijelove u spoju. Kod nekih kitova nastaje i kemijska promjena jer pri skrućivanju (fizikalna promjena) sastavnice kita reagiraju i kemijski. 
Spajanje kitom može se izvoditi na sobnoj ili na povišenim temperaturama (veća čvrstoća). Ne postoji kit primjenjiv za sve materijale i uvjete (univerzalan). Mogu se spajati istovrsni i različiti materijali (pa i metalni s nemetalnim materijalima). Pri spajanju se kit nanese u šupljinu izrađenu u jednom spojnom dijelu, u koju se zatim umetne drugi dio. Tu se i važna prednost kitanja, a ta je da spojni dijelovi ne moraju imati precizne izmjere (dimenzije) na mjestu spoja, jer je veću ili manju razliku mjera moguće nadoknaditi većom ili manjom količinom kita. 

## Podjela
Prema načinu kemijske reakcije pri spajanju razlikujemo taljive kitove, kitove s hlapljivim otapalima i reaktivne kitove. Kitovi mogu biti jednokomponentni ili dvokomponentni. 

### Taljivi kitovi
Taljivi kitovi obično su krutine koje treba rastaliti i pričekati da se u spoju ohlade i skrutnu. Osnovna tvar tih kitova može biti vosak, pečatni vosak, kolofonij, katran, kaučuk i druge smole, a uz njih mogu sadržavati punila kao na primjer prah kremena, stakla, sumpora, metalni prah i slično. 

### Kitovi s hlapljivim otapalima
Kitovi s hlapljivim otapalima pri nanošenju su u gnjecavome stanju, a sastoje se od krutih vezivnih tvari (na primjer šelak, gutaperka, celuloid i drugo) kojima je dodano otapalo (na primjer alkohol, ugljikov disulfid i drugo). Stajanjem na zraku otapalo ishlapi pa kit očvrsne.

### Reaktivni kitovi
Reaktivni kitovi su pri nanošenju gnjecave mase koje očvrsnu na zraku nakon što se u njima odviju kemijske reakcije. Osnovne tvari tih kitova jesu na primjer silikon, sadra (gips), sorel-cement, prah metalnih oksida i drugo. 

## Primjena kitova
Spajanje kitom primjenjuje se za spajanje različitih nemetalnih ili metalnih dijelova međusobno ili nemetalnih s metalnima. Od nemetalnih najčešći su: staklo, keramika, drvo i kamen, a od metala to su: aluminij i njegove slitine, čelik, bakar i bronce. Kit se koristi i za popravljanje površinskih neravnina prije bojenja ili lakiranja, za ispunjavanje nepoželjnih šupljina (popravci), za brtvljenje i za impregniranje mikroskopski sitnih pukotina u dijelovima da bi bili nepropusni za plinove i tekućine. Kitani spojevi su nerastavljivi i nemaju veliku čvrstoću. 
Kitanje se primjenjuje u proizvodnji žarulja i rasvjetnih cijevi, osigurača i akumulatora i u izradbi kućišta. Kitom se učvršćuju goli električni vodiči struje u šupljinama, spajaju se staklene ploče s drvenim ili metalnim okvirima (ostakljivanje) i slično.
| Naziv                    | Sastav                                               | Najvažnija svojstva                                     | Najčešće primjene                                                                                    |
| ------------------------ | ---------------------------------------------------- | ------------------------------------------------------- | --- |
| Staklarski kit           | kreda + laneno ulje + firnis                         | dobro brtvi                                             | spajanje stakla, drva i metala                                                                       |
| Sadreni kit (gips-kit)   | sadra (gips) + alaun (stipsa) + dekstrin             | brzo se skrućuje, osobito kad nema dodataka             | spajanje staklenih s poniklanim metalnim dijelovima                                                  |
| Kit od olovne cakline    | olovna caklina + glicerol                            | nepropustan za vodu i ulje, otrovan, kemijski neaktivan | spajanje dijelova od bakra, bronce, aluminijskih slitina i čelika s keramikom                        |
| Kit od vodenog stakla    | vodeno staklo + milovka (talk)                       | vatrootporan i otporan na kiseline                      | zatvaranje pukotina (impregnacija), proizvodnja akumulatorskih baterija, spajanje staklenih dijelova |
| Kit od sintetičkih smola | sintetičke smole + špirit (žesta) + mineralno punilo | otporan na više temperature                             | spajanje metalnih i nemetalnih dijelova                                                              |